# 유루캬라
유루캬라, 또는 유루캐릭(일본어: ゆるキャラ)는 행사, 캠페인, 특산품 소개 등 지역 전반에 대한 홍보 기업 등에 사용 마스코트 캐릭터이다. 좁은 의미에서는 대상이 국가, 지방 공공 단체, 기타 공공 기관 등의 마스코트 캐릭터를 의미하지만 광의로는 대기업의 프로모션 캐릭터 등도 포함된다. 보통 홍보 캐릭터인만큼 지역의 대표 특산품이나 전설, 유명한 동물이 캐릭터들의 특징인 경우가 많다. 캐릭터마다 각각의 설정과 프로필이 있고, 따로 트위터나 홈페이지가 있는 캐릭터도 있다. 팬들에게 대량의 선물을 받을 정도로 인기있는 캐릭터도 있어 유루캬라는 단순한 지역 마스코트를 넘어 방송에도 출연하는 등 많은 활동을 하고 있다.

## 배경
'느긋하다'라는 뜻의 일본어 유루이(ゆるい)와 캐릭터(キャラクター)의 합성어로, 직역하면 느긋하고 여유로운 캐릭터라는 뜻이다. 이름에 걸맞게 한가롭고 느긋한 이미지로 일상에 지친 도시 사람들을 지방으로 끌어들이는 역할을 하고자 만들어진 캐릭터, 즉 지역 마스코트 캐릭터이다. 이들의 임무는 각종 이벤트, 캠페인에 참석해 지역의 특산품이나 관광을 홍보하는 것이다. 단순한 지역 홍보를 위해 만들어졌지만 캐릭터 산업 규모가 거대한 일본답게 폭발적인 인기를 얻은 캐릭터들이 나타나게 되고 가장 인기있는 캐릭터를 뽑는 대회가 열리는 등 유루캬라 붐이 일어난다. 이에 힘입어 현재는 그 수만 해도 4,000여 개가 넘는다.

## 대표적인 유루캬라

### 구마모토현의쿠마몬
구마모토 현의 '쿠마'가 곰을 나타나는 일본어 '쿠마'라는 것에서 착안된 캐릭터. 원래는 공식적인 지역 캐릭터가 아니라 캠페인에 사용할 캐릭터로 만들어졌으나 캐릭터가 SNS를 통해 많은 인기를 얻게되자 유루캬라로 채택되었다. 지역 특산물인 감귤 쥬스에 쿠마몬 캐릭터 사용 후 매출이 30%증가했고, 그와 동시에 쿠마모토 현을 찾는 관광객 수가 절반 이상 증가하는 효과를 보였다. 이에 따라 각지에서 캐릭터를 이용하고 싶다는 문의가 쇄도했고, 쿠마모토 현에서는 현 내의 회사가 캐릭터를 사용 시 전국으로 판매가 가능하지만 현 외의 회사가 캐릭터를 사용 시 제품을 쿠마모토 현에서만 판매할 수 있다는 조건을 걸었다. 2011년 유루캬라 그랑프리 1위 후 예능 방송에도 출현하는 등의 활동을 하고 있고 꾸준히 캐릭터 상품이 제작되고 있다. 그 매출만 290억엔을 넘는다고 한다.

### 시가현히코네시의 히코냥
일본 에도시대의 시가 현의 고양이 전설에서 착안되었다. 머리에 쓰고있는 투구는 전설 속의 가문에 전해내려오는 것이라고 한다.유루캬라 붐을 일으킨 시초 캐릭터로 두터운 팬층을 가지고 있다. 매년 발렌타인 데이마다 넘쳐날 정도로 많은 초콜렛과 편지를 받는 것으로도 유명하다. 히코네시 곳곳에서 지역 안내를 하고 있는 히코냥을 많이 볼 수 있기 때문에 이를 보려고 오는 관광객들의 수만 해도 어마어마 하여 히코냥이 기록한 매출은 2003년에만 170억엔을 넘는다.

### 나라현의 공식 마스코트인 센토군과 관광 협회 마스코트 시카마로군
나라현은 옛날부터 불교문화를 지니고 있는 도시였다. 또한 사슴이 많기로 유명해 지금도 사슴을 보러 가는 관광객이 많다. 이 두개의 지역특색을 결합하여 만들어진 유루캬라가 센토군이다. 불교를 상징하는 스님의 모습과 사슴의 모습을 띠고 있는 센토군은 이름도 '천도'라는 의미를 가지고 있다. 500만엔을 들여 만들어 낸 디자인이지만 처음에는 괴상한 겉모습 때문에 '종교 모독이다','괴상하게 생겼다'라는 비난을 들어야 했다. 하지만 오히려 괴상한 모습 때문에 역으로 인지도가 높아지고 점점 오타쿠적인 인기를 끌게되어 지금은 많은 사람들이 좋아하는 유루캬라이다. 센토군이 비난을 들으면서 그 반대로 인기를 한 몸에 받았던 캐릭터가 사슴 마스코트인 시카마로군이다. 시카마로군은 나라현을 대표하는 사슴을 귀여운 겉모습으로 표현하여 많은 인기를 끌어 센토군 대신에 마스코트로 하자는 의견이 있었지만 수렴되지는 않았다. 현재 시카마로군은 나라현의 관광 협회 마스코트이다.

## 유루캬라 그랑프리
2010년부터 시작된 유루캬라 인기투표이벤트로 유루캬라 붐의 기폭제가 되었다. 2014년도에는 투표자 수가 2400만 명에 달할 정도로 인기가 있다. 단순 인기투표 이벤트로 그치는 것이 아니라 공식 홈페이지를 만들어 캐릭터 상품을 팔기도 하고, 유루캬라 산업이 활성화되도록 하는 역할도 하고 있다.

## 같이 보기
- 후낫시
- 구마몬